# Ectima lirissa
Ectima lirissa är en fjärilsart som beskrevs av Jean Baptiste Godart 1823. Ectima lirissa ingår i släktet Ectima och familjen praktfjärilar. Inga underarter finns listade i Catalogue of Life.